# James Schwarzenbach
James Schwarzenbach, né le 5 août 1911 à Rüschlikon et décédé le 27 octobre 1994 à Saint-Moritz, est un homme politique suisse, membre de l'Action nationale, puis du Mouvement républicain.

## Biographie
Issu d'une famille de la haute bourgeoisie de Zurich, il étudie l'histoire à l'Université de Zurich et à l'Université de Fribourg. Il obtient un doctorat en 1940.
Dès 1947, il dirige les éditions Thomas à Zurich. Il collabore ensuite à divers journaux (Zürcher Woche, Rhenischer Merkur et der Republikaner). Il publie plusieurs ouvrages historiques et biographiques : François Mauriac, der Dichter zwiespaltigen Lebens, Im Kampf gegen den Bedrucker, Dolch oder Degen, Der Regimentsarzt et Belle époque. Il est major de l'armée suisse. 
Dans sa jeunesse, James Schwarzenbach est membre du Front national. En 1967, il est le seul élu de l'Action nationale au Conseil national, la chambre basse du parlement suisse. Il lance une initiative populaire contre l'emprise étrangère qui est rejetée le 7 juin 1970 par 654 844 voix (54 %) contre 557 517 (46 %) alors que tous les partis, toutes les associations patronales et syndicales et tous les corps constitués étaient contre. Aux élections fédérales de 1971, 7 élus de son Mouvement républicain (de) sont élus au Conseil national ainsi que 4 membres de l'Action nationale avec laquelle il prend ses distances mais il préside tout de même le groupe parlementaire réunissant les 11 députés de ces deux formations pendant quatre ans. Il siège au Conseil national jusqu'en mars 1979. Il se retire ensuite à Saint-Moritz (Grisons).

## Publications
- François Mauriac, der Dichter zwiespaltigen Lebens
- Im Kampf gegen den Bedrucker
- Dolch oder Degen
- Der Regimentsarzt
- Belle époque